# Hudson megye
Hudson megye az Amerikai Egyesült Államokban, azon belül New Jersey államban található. Megyeszékhelye Jersey City. Lakosainak száma 724 854 fő (2020. április 1.). Hudson megye Bergen, Essex, Union, Richmond, Kings, New York County és New York megyékkel határos.

## Népesség
A megye népességének változása:
| Lakosok száma | 635 691 | 645 113 | 653 369 | 660 282 | 674 836 | 724 854 |
|               | 2010    | 2011    | 2012    | 2013    | 2015    | 2020    |